# Weidebeekjuffer
De weidebeekjuffer (Calopteryx splendens) is een 45 à 48 mm grote juffer uit de familie van de beekjuffers (Calopterygidae), die in Nederland en België vrij algemeen voorkomt bij stromend water van redelijke kwaliteit. In het westen van Nederland is hij zeldzaam. De soort is over vrijwel heel Europa verspreid. De weidebeekjuffer vliegt van mei tot september, bij voorkeur bij langzaam stromende beken, maar ook bij rivieren en kanalen. Door de vlinderachtige vlucht vormen ze een opvallende verschijning.
De wetenschappelijke naam van de soort werd in 1782 als Libellula splendens gepubliceerd door Moses Harris.

## Kenmerken
Weidebeekjuffers zijn forse juffers met brede vleugels en een dicht netwerk van vleugeladers. De mannetjes hebben een blauw metaalglanzend lichaam en een grote donkerblauwe tot zwarte vlek in de vleugels (van de knoop tot vlak onder de top). De vleugeladers hebben een blauwe glans. Pterostigma's ontbreken. De onderkant van de achterlijfspunt is vuilwit gekleurd. De vrouwtjes hebben een groen metaalglanzend lichaam. De vleugels zijn egaal van kleur, groen tot groenbruin getint, met een wit pterostigma waarin de vleugeladers doorlopen (pseudopterostigma).
De lichaamslengte van volwassen dieren is 45–48 mm. De larven hebben een lengte van 27–38 mm, waarvan de achterlijfsaanhangsels (procten) 9–14 mm lang zijn. Het vangmasker heeft, voor beekjuffers, een karakteristieke ruitvormige opening. De larvenhuidjes worden meestal gevonden aan de oevers van de voortplantingswateren, tot wel enkele meters boven het wateroppervlak en tot 10 meter uit de oever. De huidjes zijn vaak lastig te vinden doordat ze aan de onderkant van bladeren verscholen zitten of in holtes van de oever.
Er is een groot aantal ondersoorten en vormen beschreven, maar de variatie binnen de ondersoorten is groot en het is daarom de vraag wat hun precieze status is. De ondersoort die op Kreta voorkomt, C. s. cretensis, lijkt een geldige ondersoort.

## Vliegtijd
De weidebeekjuffer vliegt van begin mei tot in september, met de hoogste dichtheden van midden juni tot eind juli.

## Gedrag en voortplanting
De eieren komen voor de winter uit. Afhankelijk van de watertemperatuur overwinteren de larven een of twee keer. De larven leven op donkere plaatsen tussen planten onder water. Dit kunnen waterplanten zijn, maar ook uitgespoelde boomwortels of in het water hangende oeverplanten. De ontwikkeling van larve tot imago duurt tien tot 18 maanden. Uitsluipen gebeurt van begin mei tot half augustus.
De mannetjes bezetten uitkijkplaatsen op oever- en waterplanten om hun territorium te verdedigen. Andere mannetjes worden verjaagd, soms pas na een minutenlang schijngevecht in de lucht, waarbij het mannetje indringers de binnenkant van zijn vleugels laat zien. Vóór de balts laat het mannetje de witte stip aan de onderkant van zijn achterlijf aan een passerend vrouwtje zien. Vrouwtjes worden in een baltsvlucht achtervolgd. De balts verschilt per soort van de familie beekjuffers. Het vrouwtje zet na de paring, die zo'n vijftien minuten duurt, de eitjes met haar ovipositor (legbuis) onder water af in waterplanten. Ze verdwijnt daarbij soms helemaal onder water. Overnachting gebeurt vaak groepsgewijs, in ruige vegetatie langs de beek.

## Habitat
De habitat betreft vrijwel altijd stromend water, met een vrij hoge zuurstofverzadiging. De hoogste dichtheden worden bereikt op plaatsen met een afwisselend, natuurlijk verloop van de beek, waardoor snel en langzaam stromende delen aanwezig zijn. Het water moet ten minste voor een deel in de zon liggen. Een ruige, overhangende oevervegetatie is belangrijk als zitplaats voor imago's. Delen zonder deze vegetatie worden gemeden. In het water moeten voldoende drijvende of in het water hangende planten aanwezig zijn voor de ei-afzet.
De weidebeekjuffer verdwijnt als de watervegetatie heel dicht is of compleet ontbreekt. In brede watergangen, zoals kanalen en rivieren, kan drijfbladvegetatie zoals gele plomp deels de functie van de oevervegetatie overnemen. In de Sliedrechtse Biesbosch komt de weidebeekjuffer voor in de rivier de Nieuwe Merwede. Hier is de soort gevonden bij kribben van basaltblokken die rijk begroeid zijn met onder andere grote kattenstaart, akkerdistel en boerenwormkruid.

## Verspreidingsgebied
De weidebeekjuffer komt voor in Europa en Azië tot aan het Baikalmeer en Noordwest-China. In Europa loopt de verspreiding noordelijk tot Zuid-Zweden en Zuid-Finland, oostelijk tot voorbij de Europese grens, zuidelijk tot en met Italië, Griekenland en Turkije en westelijk tot en met Ierland. Op het Iberisch schiereiland wordt de soort vervangen door de Iberische beekjuffer (Calopteryx xanthostoma).
In Nederland komt de soort vrij algemeen voor, behalve Noord- en Zuid-Holland en Zeeland, daar is ze zeldzaam.
In België is de soort vrij algemeen.

## Verwante en gelijkende soorten
Weidebeekjuffers zijn te verwarren met de bosbeekjuffer (Calopteryx virgo), met wie ze regelmatig samen voorkomen. De vleugels van mannetjes weidebeekjuffer zijn aan de basis en de top doorschijnend en die van de bosbeekjuffer zijn breder en vrijwel helemaal donker. De onderkant van de achterlijfspunt van het mannetje bosbeekjuffer is donkerrood. De vleugels van de vrouwtjes zijn ook breder en meestal donkerder en bruiner van kleur. Het pseudopterostigma zit vergeleken met weidebeekjuffer iets minder dicht bij de vleugeltop. Deze verschillen zijn alleen goed zichtbaar bij zittende dieren.
Ook in het larvestadium is verwarring mogelijk met de bosbeekjuffer, die gemiddeld kleiner is. Deze heeft een duidelijke bult tussen de ogen die vaak spits van vorm is en de bulten aan de zijkanten van de achterhoofdsplaat (occiput) zijn groot en spits. Bij de weidebeekjuffer is de ruit in het vangmasker (prementum) meestal niet halsvormig versmald en bij de bosbeekjuffer meestal wel.

## Bedreigingen en bescherming
De soort staat op de Rode Lijst van de IUCN als niet bedreigd, beoordelingsjaar 2007.
Op de Nederlandse Rode lijst (libellen) van 2004 en 2015 komt de weidebeekjuffer niet voor. Op de Belgische Rode Lijst komt de soort in 2025 niet meer voor.

## Afbeeldingen

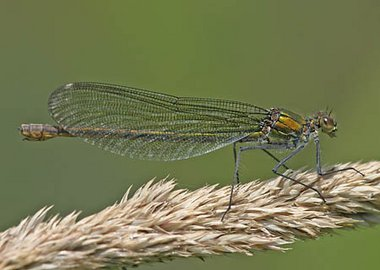
vrouwtje
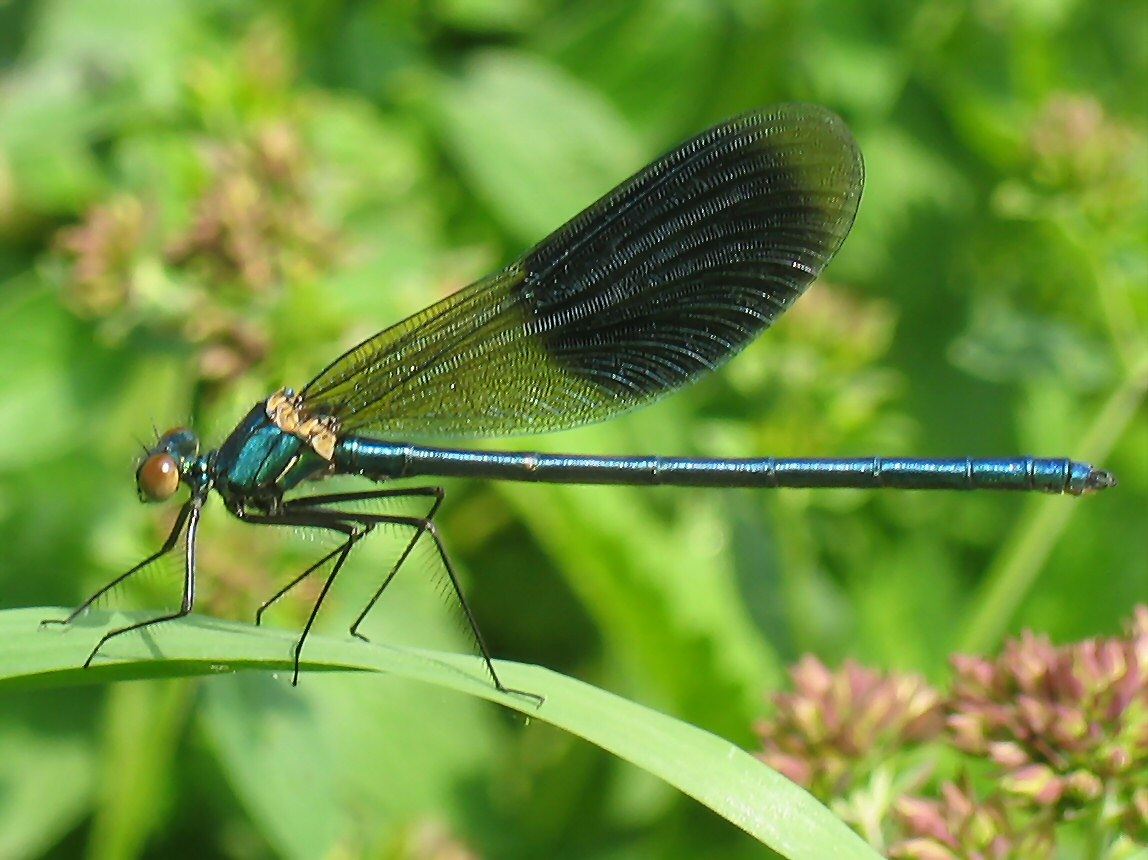
mannetje
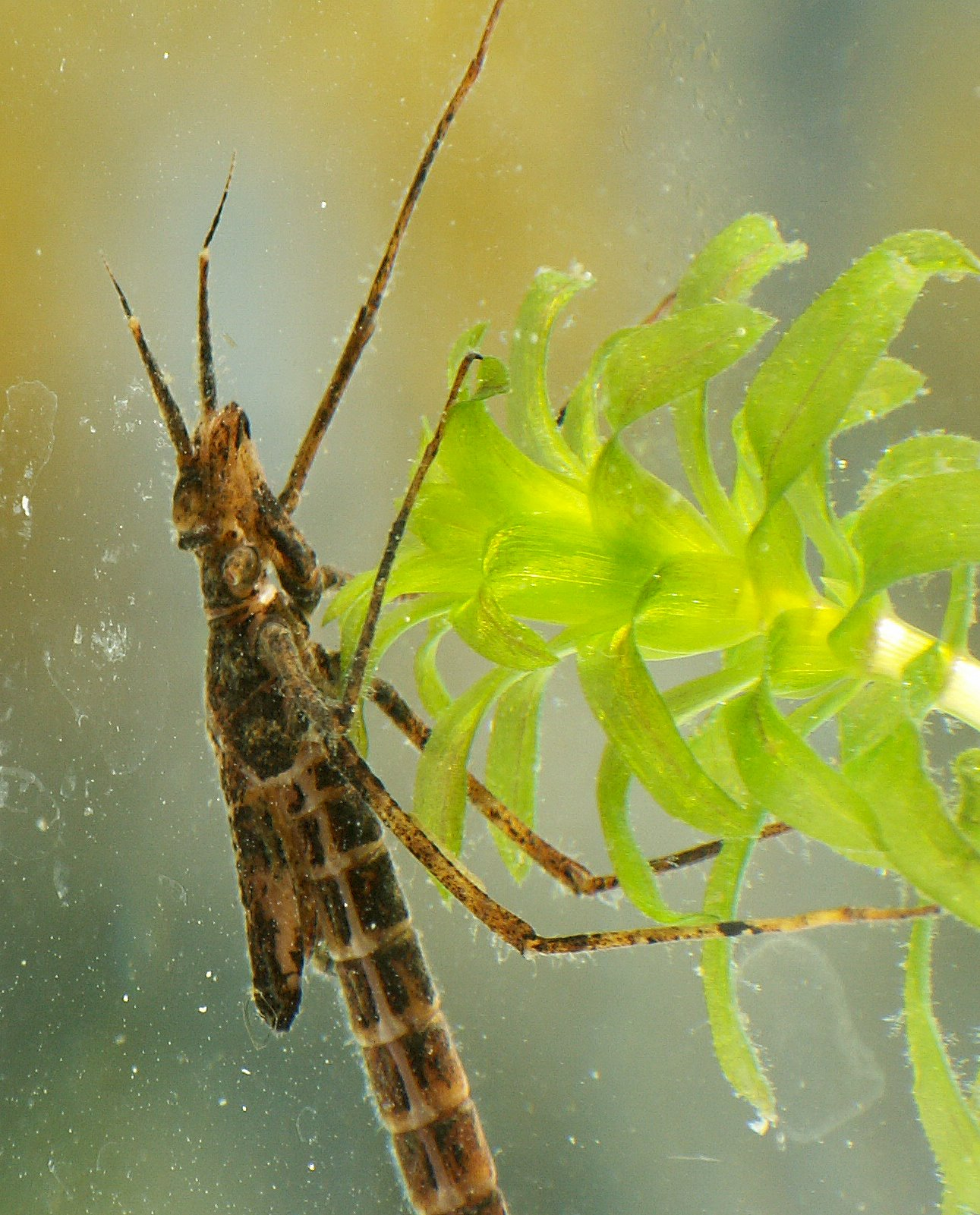
nymf cq larve
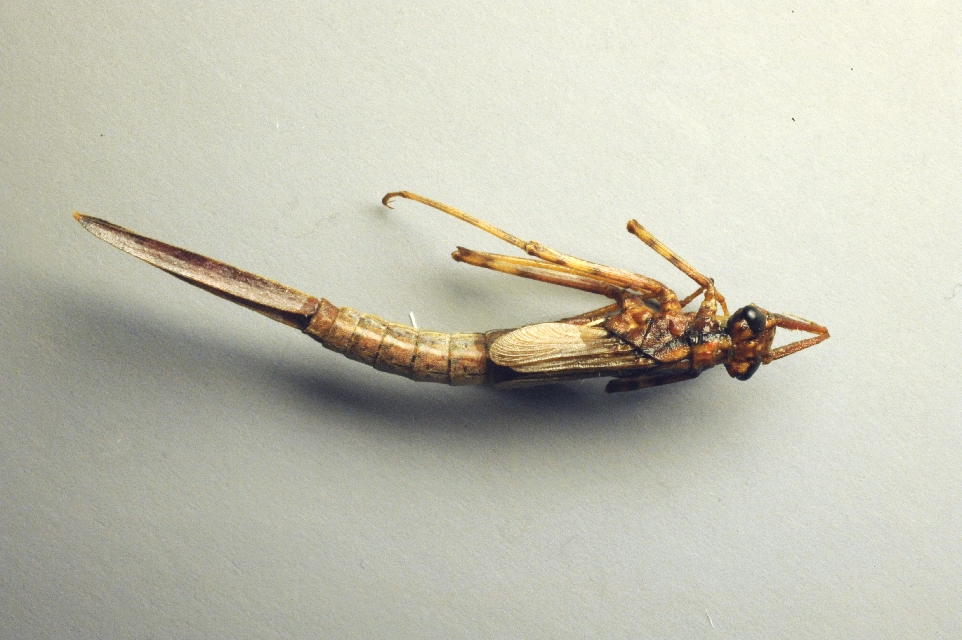
Exuvium
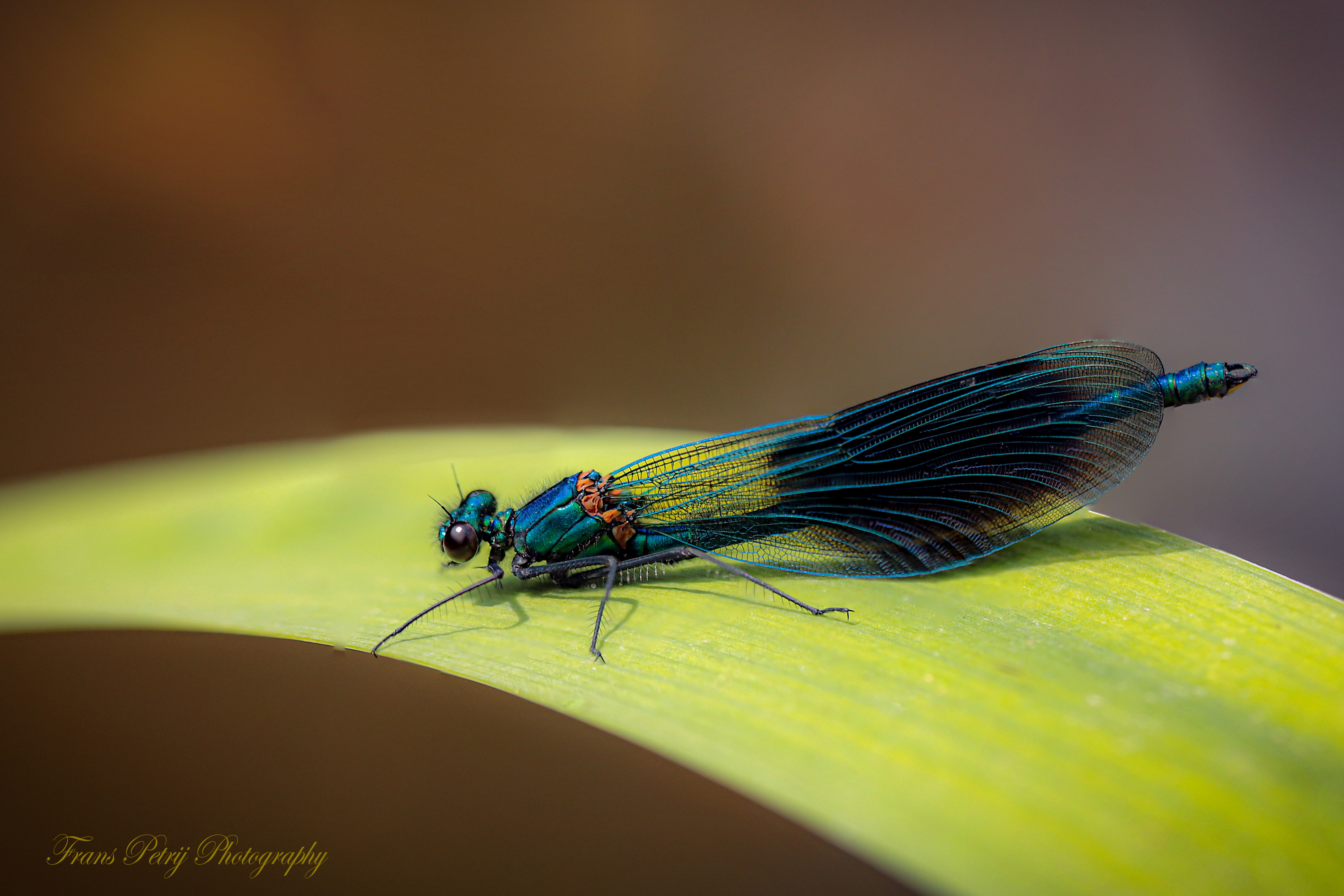
mannetje

## Synoniemen
Op basis van World Odonata List.
- Libellula ludovicea Fourcroy, 1785
- Agrio cellaris Selys, 1831
- Agrio virescens Selys, 1831
- Agrion parthenias Burmeister, 1839
- Calopteryx splendens ancilla Selys, 1853
- Calopteryx splendens taurica Selys, 1853
  - Calopteryx taurica Selys, 1853
- Calopteryx splendens mingrelica Selys, 1869
  - Calopteryx mingrelica Selys, 1869
- Calopteryx splendens intermedia Selys, 1887
  - Calopteryx intermedia Selys, 1887
- Calopteryx splendens tuempeli Scholtz, 1908
- Calopteryx splendens tschaldririca Bartenev, 1909
- Calopteryx splendens cretensis Pongracz, 1911
- Calopteryx intermedia cecilia Bartenev, 1912
- Calopteryx intermedia persica Bartenev, 1912
- Calopteryx amasina Bartenev, 1912
- Calopteryx splendens ciscaucasica Bartenev, 1925
- Calopteryx splendens balcanica Fudakowski, 1930
  - Calopteryx balcanica Fudakowski, 1930
- Calopteryx splendens cartvelica Bartenev, 1930
- Agrion splendens erevanense Akramowski, 1948
- Calopteryx splendens johanseni Belyshev, 1955
- Calopteryx splendens pseudosyriaca Buchholz, 1955
- Calopteryx splendens caprai Conci, 1956
- Calopteryx splendens waterstoni Schneider, 1984
  - Calopteryx waterstoni Schneider, 1984
- Calopteryx splendens njuja Kosterin & Sivtseva, 2009